# Kwestarz

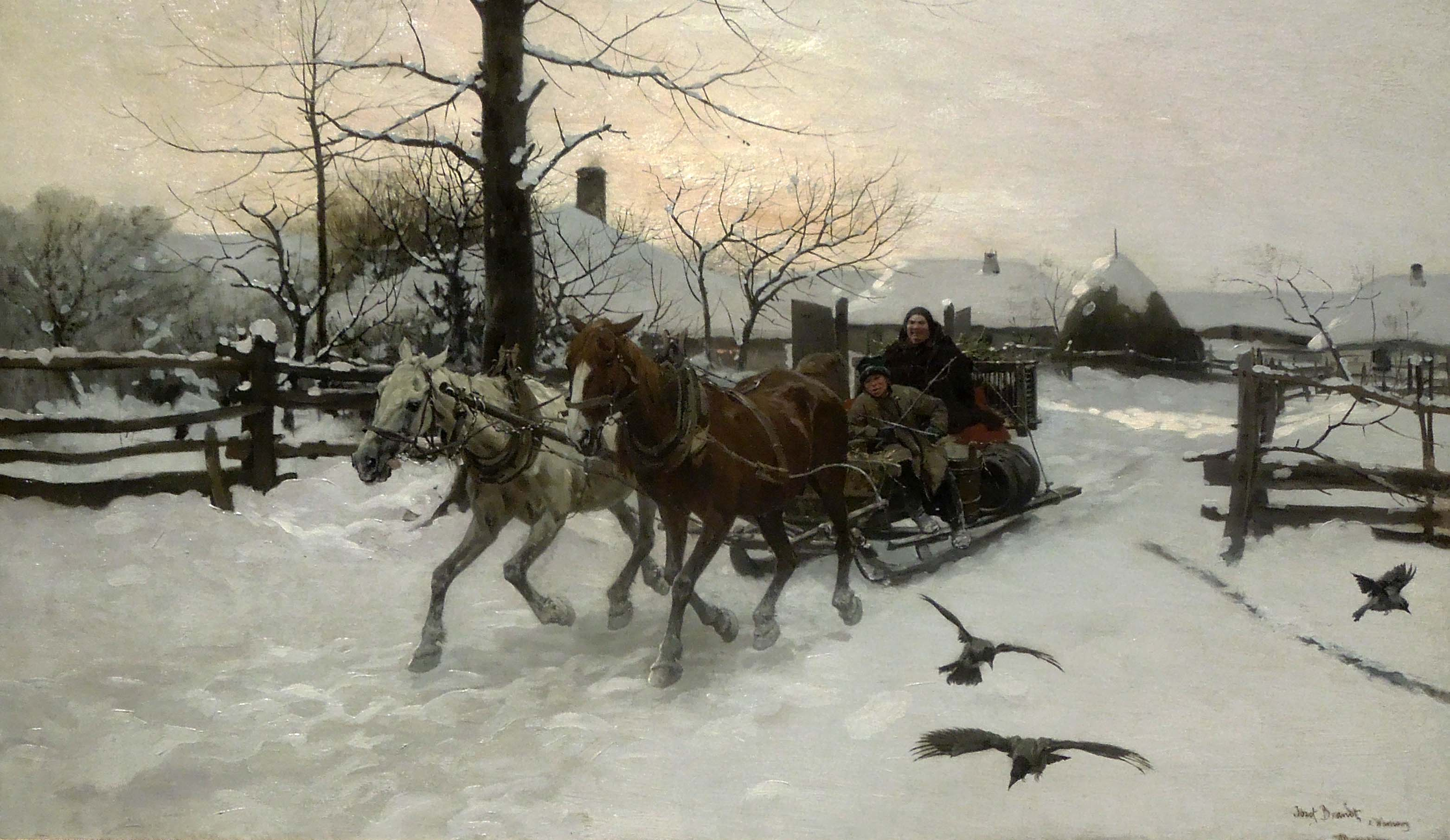
Kwestarz (obraz Józefa Brandta, ok. 1886/1887)

Kwestarz – członek zakonu żebraczego albo osoba kwestująca, czyli zbierająca datki pieniężne lub w naturze na cele publiczne bądź charytatywne.
Dawniej określano tak wędrownych zakonników zbierających datki na utrzymanie klasztoru. W czasach współczesnych są to zazwyczaj wolontariusze, niekiedy występujący jako przedstawiciele określonej organizacji lub fundacji i opłacani za uczestnictwo w kweście.